# Floorball Deutschland Pokal 2013/14
Der Floorball Deutschland Pokal 2013/14 war die siebte Spielzeit des Floorball Deutschland Pokals. 

## 1. Runde

### Gruppe Nord
| Bundesliga                                                   | 2. Bundesliga | Regionalliga |
| ETV Piranhas Red Devils Wernigerode BAT Berlin TV Lilienthal | BAT Berlin II Saalebiber Halle Black Lions Landsberg Floorball Tigers Magdeburg TV Eiche Horn Bremen Dümptener Füchse SG Mittelnkirchen/Stade TSV Neuwittenbek Blau-Weiß Schenefeld Westfälischer Floorballclub | SG Mittelnkirchen/Stade II ATS Buntentor Knights STV Sedelsberg TB Uphusen Vikings TSV Lesum Burgdamm TuS Bloherfelde UC Braunschweig SV Espenau Rangers Gettorfer TV Kieler Floorball Club Bielefelder Teutonen Red Devils Wernigerode II SG Hannover (Floorball) ABC Wesseln |

| STV Sedelsberg Hawks | 10 | – | 2 | TB Uphusen Vikings | 21. September 2013, 13:00 Uhr |  |

| TuS Bloherfelde | 8 | – | 5 | Bielefelder Teutonen | 21. September 2013, 16:00 Uhr |  |

| TSV Lesum Burgdamm | 6 | – | 9 | ATS Buntentor Knights | 21. September 2013, 17:00 Uhr |  |

| SV Espenau Rangers | 5 | – | 15 | SG Mittelnkirchen/Stade | 22. September 2013, 10:00 Uhr |  |

| SG Hannover (Floorball) | 8 | – | 9 | TSV Neuwittenbek | 22. September 2013, 11:00 Uhr |  |

| SG Mittelnkirchen/Stade II | 8 | – | 3 | ABC Wesseln | 22. September 2013, 12:00 Uhr |  |

| UC Braunschweig | 1 | – | 8 | Saalebiber Halle | 22. September 2013, 14:00 Uhr |  |

| Red Devils Wernigerode II | 4 | – | 13 | Dümptener Füchse | 22. September 2013, 14:00 Uhr |  |

| ETV Piranhas | 2 | – | 6 | Red Devils Wernigerode | 22. September 2013, 15:00 Uhr |  |

| Kieler Floorball Klub | 2 | – | 10 | Blau Weiß Schenefeld | 22. September 2013, 16:00 Uhr |  |

| TV Eiche Horn Bremen | 8 | – | 3 | Black Lions Landsberg | 22. September 2013, 16:00 Uhr |  |

| BAT Berlin | 2 | – | 6 | TV Lilienthal | 6. Oktober 2013, 13:00 Uhr |  |

Freilos: BAT Berlin II, Floorball Tigers Magdeburg, Gettorfer TV und Westfälischer Floorballclub

### Gruppe Süd
| Bundesliga | 2. Bundesliga | Regionalliga |
| MFBC Löwen Leipzig UHC Sparkasse Weißenfels UHC Döbeln Unihockey Igels Dresden Red Hocks Kaufering Floor Fighters Chemnitz | SC DHfK Leipzig MFBC Löwen Leipzig II UHC Konstanz ESV Ingolstadt Frankfurt Falcons SSF Bonn Floorball Butzbach UHC Sparkasse Weißenfels II | PSV Wikinger München TV Schriesheim TSV Calw/Tübingen USV TU Dresden SG Oelsa Phoenix Leipzig DJK Holzbüttgen Marburger Elche ASV Köln UV Zwigge Unihockey Igels Dresden II USV Jena Floorball Mainz TSG Erlensee SSC Hochdahl Floor Fighters Chemnitz II |

| United Lakers Konstanz | 3 | – | 13 | UHC Sparkasse Weißenfels | 15. September 2013, 15:00 Uhr |  |

| Floor Fighters Chemnitz II | 4 | – | 7 | SV Floorball Butzbach 04 | 22. September 2013, 12:00 Uhr |  |

| PSV Wikinger München | 5 | – (FF) | 0 | ASV Köln | 22. September 2013, 12:00 Uhr | ASV Köln nicht angetreten |

| Floor Fighters Chemnitz | 17 | – | 0 | USV Jena | 22. September 2013, 13:00 Uhr |  |

| USV TU Dresden | 2 | – | 10 | MFBC Leipzig | 22. September 2013, 14:00 Uhr |  |

| Floorball Mainz | 6 | – | 7 | UHC Sparkasse Weißenfels II | 22. September 2013, 14:00 Uhr |  |

| UC Marburger Elche | 0 | – | 11 | ESV Ingolstadt | 22. September 2013, 14:30 Uhr |  |

| SG Oelsa | 0 | – | 32 | VfL Red Hocks Kaufering | 22. September 2013, 14:30 Uhr |  |

| FBC Phönix Leipzig | 0 | – | 16 | TV Schriesheim | 22. September 2013, 15:00 Uhr |  |

| Unihockey Igels Dresden II | 3 | – | 10 | Frankfurt Falcons | 22. September 2013, 15:30 Uhr |  |

| SSC Hochdahl | 3 | – (n. P.) | 4 | MFBC Leipzig II | 22. September 2013, 16:00 Uhr |  |

| SC DHfK Leipzig | 7 | – | 10 | Unihockey Igels Dresden | 22. September 2013, 16:00 Uhr |  |

| UV Zwigge 07 | 1 | – | 2 | TSG Erlensee | 22. September 2013, 16:00 Uhr |  |

| DJK Holzbüttgen | 1 | – | 6 | SSF Dragons Bonn | 22. September 2013, 17:00 Uhr |  |

Freilos: UHC Döbeln und TSV Calw/Tübingen

## 2. Runde

### Gruppe Nord
| Bundesliga                           | 2. Bundesliga | Regionalliga                                                                                 |
| Red Devils Wernigerode TV Lilienthal | BAT Berlin II Saalebiber Halle Floorball Tigers Magdeburg TV Eiche Horn Bremen Dümptener Füchse SG Mittelnkirchen/Stade TSV Neuwittenbek Blau-Weiß 96 Schenefeld Westfälischer Floorballclub | SG Mittelnkirchen/Stade II ATS Buntentor Knights STV Sedelsberg TuS Bloherfelde Gettorfer TV |

| TuS Bloherfelde | 1 | – | 11 | Dümptener Füchse | 19. Oktober 2013, 12:00 Uhr |  |

| Gettorfer TV | 4 | – | 6 | Floorball Tigers Magdeburg | 19. Oktober 2013, 13:00 Uhr |  |

| STV Sedelsberg Hawks | 5 | – | 14 | Blau Weiß 96 Schenefeld | 19. Oktober 2013, 13:00 Uhr |  |

| BAT Berlin II | 4 | – | 7 | Saalebiber Halle | 19. Oktober 2013, 16:00 Uhr |  |

| ATS Buntentor Knights | 3 | – | 8 | Westfälischer Floorball Club | 19. Oktober 2013, 17:00 Uhr |  |

| TV Eiche Horn Bremen | 5 | – | 6 | Red Devils Wernigerode | 19. Oktober 2013, 19:00 Uhr |  |

| SG Mittelnkirchen/Stade II | 4 | – | 19 | TSV Neuwittenbek | 20. Oktober 2013, 12:00 Uhr |  |

| SG Mittelnkirchen/Stade | 4 | – S.D. | 5 | TV Lilienthal | 20. Oktober 2013, 15:00 Uhr |  |

### Gruppe Süd
| Bundesliga | 2. Bundesliga                                                                                                  | Regionalliga                                                       |
| MFBC Löwen Leipzig UHC Sparkasse Weißenfels UHC Döbeln Unihockey Igels Dresden Red Hocks Kaufering Floor Fighters Chemnitz | MFBC Löwen Leipzig II ESV Ingolstadt Frankfurt Falcons SSF Bonn Floorball Butzbach UHC Sparkasse Weißenfels II | PSV Wikinger München TV Schriesheim TSV Calw/Tübingen TSG Erlensee |

| Unihockey Igels Dresden | 2 | – | 4 | VfL Red Hocks Kaufering | 19. Oktober 2013, 14:00 Uhr |  |

| UHC Sparkasse Weißenfels | 20 | – | 1 | UHC Döbeln 06 | 19. Oktober 2013, 18:00 Uhr |  |

| SSF Dragons Bonn | 11 | – | 2 | MFBC Leipzig II | 19. Oktober 2013, 19:00 Uhr |  |

| TSG Erlensee | 3 | – | 16 | Floor Fighters Chemnitz | 20. Oktober 2013, 13:00 Uhr |  |

| ESV Ingolstadt | 0 | – | 16 | MFBC Leipzig | 20. Oktober 2013, 15:00 Uhr |  |

| SG Calw-Tübingen | 5 | – | 4 | UHC Sparkasse Weißenfels II | 20. Oktober 2013, 15:00 Uhr |  |

| PSV Wikinger München | 2 | – | 3 | SV Floorball Butzbach 04 | 20. Oktober 2013, 15:00 Uhr |  |

| TV Schriesheim | 5 | – S.D. | 4 | Frankfurt Falcons | 20. Oktober 2013, 17:00 Uhr |  |

## Achtelfinale
| Bundesliga | 2. Bundesliga | Regionalliga                    |
| Floor Fighters Chemnitz Red Hocks Kaufering MFBC Löwen Leipzig TV Lilienthal UHC Sparkasse Weißenfels Red Devils Wernigerode | SSF Dragons Bonn Floorball Butzbach Dümptener Füchse Saalebiber Halle Floorball Tigers Magdeburg TSV Neuwittenbek Blau-Weiß 96 Schenefeld Westfälischer Floorballclub | SG Calw/Tübingen TV Schriesheim |

| SSF Dragons Bonn | 10 | – | 1 | SV Floorball Butzbach | 16. November 2013, 16:00 Uhr |  |

| SG Calw-Tübingen | 1 | – | 11 | Red Devils Wernigerode | 16. November 2013, 16:00 Uhr |  |

| MFBC Leipzig | 2 | – | 16 | UHC Sparkasse Weißenfels | 16. November 2013, 16:00 Uhr |  |

| Dümptener Füchse | 3 | – | 4 | VfL Red Hocks Kaufering | 16. November 2013, 18:00 Uhr |  |

| TV Lilienthal | 4 | – | 3 | Floor Fighters Chemnitz | 16. November 2013, 18:00 Uhr |  |

| Westfälischer Floorball Club | 5 | – | 13 | Saalebiber Halle | 17. November 2013, 14:30 Uhr |  |

| TSV Neuwittenbek | 1 | – | 8 | Blau-Weiß 96 Schenefeld | 17. November 2013, 14:30 Uhr |  |

| TV Schriesheim | 8 | – S.D. | 7 | Floorball Tigers Magdeburg | 17. November 2013, 16:00 Uhr |  |

## Viertelfinale
| Bundesliga                                                                        | 2. Bundesliga                                             | Regionalliga   |
| Red Hocks Kaufering TV Lilienthal UHC Sparkasse Weißenfels Red Devils Wernigerode | SSF Dragons Bonn Saalebiber Halle Blau-Weiß 96 Schenefeld | TV Schriesheim |

| Blau-Weiß 96 Schenefeld | 2 | – | 5 | VfL Red Hocks Kaufering | 22. Dezember 2013, 13:00 Uhr |  |

| SSF Dragons Bonn | 11 | – | 8 | TV Lilienthal | 22. Dezember 2013, 14:00 Uhr |  |

| Saalebiber Halle | 2 | – | 18 | UHC Sparkasse Weißenfels | 22. Dezember 2013, 15:00 Uhr |  |

| TV Schriesheim | 5 | – | 8 | Red Devils Wernigerode | 22. Dezember 2013, 16:00 Uhr |  |

## Final Four
Das Final Four findet am 1. und 2. März 2014 auf der Insel Föhr statt.
| Bundesliga                                                              | 2. Bundesliga    |
| VfL Red Hocks Kaufering UHC Sparkasse Weißenfels Red Devils Wernigerode | SSF Dragons Bonn |

### Halbfinale
| Red Devils Wernigerode | 6 | – n. V. | 5 | SSF Dragons Bonn | 1. März 2014, 16:00 Uhr |  |

| UHC Sparkasse Weißenfels | 8 | – | 6 | VfL Red Hocks Kaufering | 1. März 2014, 18:45 Uhr |  |

### Finale
| Red Devils Wernigerode | 4 | – | 9 | UHC Sparkasse Weißenfels | 2. März 2014, 12:00 Uhr |  |